# Orubica (Chorwacja)
Orubica – wieś w Chorwacji, w żupanii brodzko-posawskiej, w gminie Davor. W 2011 roku liczyła 633 mieszkańców.